# Darwine
 (juillet 2018).
Si vous disposez d'ouvrages ou d'articles de référence ou si vous connaissez des sites web de qualité traitant du thème abordé ici, merci de compléter l'article en donnant les références utiles à sa vérifiabilité et en les liant à la section « Notes et références ».
Issu du projet OpenDarwin, Darwine était une adaptation du logiciel WINE pour les ordinateurs Macintosh utilisant un système d'exploitation basé sur Darwin (majoritairement Mac OS X et iOS). Il permettait d'exécuter des applications Windows sur Mac OS X sans la moindre modification du code-source.
La version 1.1.1 (14 juillet 2008) offrait la possibilité de recompiler les applications Windows pour Mac OS X.
À terme, Darwine devait permettre de faire fonctionner les applications Windows sur Mac OS X sans la moindre recompilation, ce qui fut réussi. Pour cela, l'émulateur QEMU a été utilisé pour les Mac avec des processeurs PowerPC alors que ce ne fut pas nécessaire pour les Mac utilisant des processeurs Intel (puisqu'il s'agit de l'un des processeurs supportés par MS Windows).
Les développeurs de Darwine, aidés par CodeWeavers inc. (en) via le développement de CrossOver, portèrent ensuite Wine sur Mac OS X/x86.
Le projet s'est officiellement terminé le 29 mai 2009 et il fut remplacé par WineBottler, un projet maintenant géré directement par WineHQ.